# Soumaïla Diabaté
Soumaïla Diabaté (22 novembre 2004) è un calciatore maliano, centrocampista del Salisburgo.

## Carriera
Cresciuto nella JMG Academy e nel Guidards, il 20 dicembre 2022 è stato acquistato a titolo definitivo dal Salisburgo che dopo un breve periodo nelle sue giovanili lo ha assegnato alla propria squadra filiale del Liefering. Ha esordito tra i professionisti il 1º aprile 2023 nell'incontro della seconda divisione austriaca perso per 3-1 contro il Kapfenberger ed ha segnato il suo primo gol il 31 marzo dell'anno successivo, contro il Floridsdorfer.
Il 5 settembre 2024 è stato ceduto in prestito al Blau-Weiß Linz, club della prima divisione austriaca.

## Statistiche

### Presenze e reti nei club
Statistiche aggiornate al 24 maggio 2025.
| Stagione         | Squadra          | Campionato       | Campionato | Campionato | Coppe nazionali | Coppe nazionali | Coppe nazionali | Coppe continentali | Coppe continentali | Coppe continentali | Altre coppe | Altre coppe | Altre coppe | Totale | Totale | Totale |
| Stagione         | Squadra          | Comp             | Pres       | Reti       | Comp            | Pres            | Reti            | Comp               | Pres               | Reti               | Comp        | Pres        | Reti        | Pres   | Reti   |        |
| ---------------- | ---------------- | ---------------- | ---------- | ---------- | --------------- | --------------- | --------------- | ------------------ | ------------------ | ------------------ | ----------- | ----------- | ----------- | ------ | ------ | ------ |
| gen.-giu. 2023   | Liefering        | 2L               | 3          | 0          | -               | -               | -               | -                  | -                  | -                  | -           | -           | -           | 3      | 0      |        |
| 2023-2024        | Liefering        | 2L               | 26         | 1          | -               | -               | -               | -                  | -                  | -                  | -           | -           | -           | 26     | 1      |        |
| 2024-2025        | Liefering        | 2L               | 3          | 1          | -               | -               | -               | -                  | -                  | -                  | -           | -           | -           | 3      | 1      |        |
| Totale Liefering | Totale Liefering | Totale Liefering | 32         | 2          |                 | -               | -               |                    | -                  | -                  |             | -           | -           | 32     | 2      |        |
| 2024-2025        | Blau-Weiß Linz   | BL               | 26         | 0          | CA              | 1               | 0               | -                  | -                  | -                  | -           | -           | -           | 27     | 0      |        |
| Totale carriera  | Totale carriera  | Totale carriera  | 58         | 2          |                 | 1               | 0               |                    | -                  | -                  |             | -           | -           | 59     | 2      |        |